# Rainbow Warrior (Schiff, 1955)
Die Rainbow Warrior war ein 1955 gebautes Forschungsschiff, das die Umweltschutzorganisation Greenpeace zwischen 1978 und 1985 für Kampagnen gegen Walfang, Robbenjagd und Kernwaffentests nutzte. Am 10. Juli 1985 wurde es im Zuge der Opération Satanique durch den französischen Auslandsnachrichtendienst DGSE versenkt und ein Besatzungsmitglied getötet.

## Erwerb und Einsätze
Die Rainbow Warrior, ein 44 Meter langes Schiff von 418 Tonnen, lief 1955 als Fischdampfer Sir William Hardy (später Vega) vom Stapel. Greenpeace kaufte das Schiff für 40.000 £, zum großen Teil von der niederländischen Sektion des WWF finanziert, danach wurde es vier Monate lang renoviert. Am 29. April 1978 wurde das Schiff als Rainbow Warrior das neue Flaggschiff der Greenpeaceflotte, um gegen den Walfang weltweit, insbesondere vor Island, zu protestieren. Die Motoren wurden 1981 erneuert, 1985 wurde das Schiff zu einem „Anderthalbmaster“ – Ketsch – umgebaut.
Das Schiff wurde 1980 von einem französischen Marineschiff gerammt, als die Besatzung gegen die Entladung von Atommüll zur Aufbereitung in La Hague protestierte.
1985 transportierte die Rainbow Warrior die Bewohner des durch amerikanische Atomtests verstrahlten Rongelap-Atolls nach Kwajalein, die US-Regierung hatte ihre Umsiedlung abgelehnt.

## Versenkung

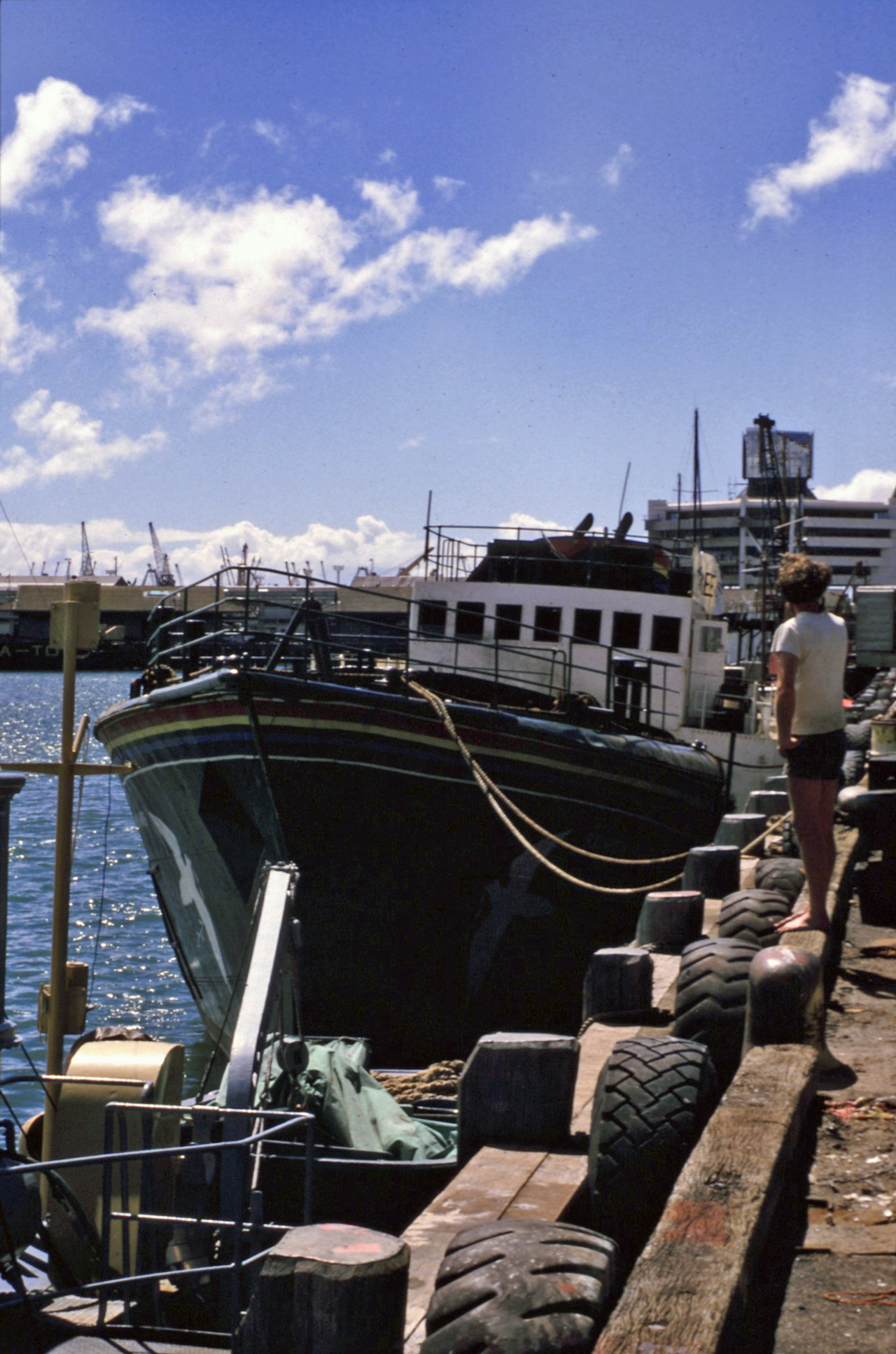
Rainbow Warrior, Dezember 1985 in Auckland

1985 sollte die Rainbow Warrior zum Mururoa-Atoll in Französisch-Polynesien fahren, um gegen die dort stattfindenden französischen Atomtests zu protestieren. Als sie im Hafen von Auckland vor Anker lag, wurde sie am 10. Juli 1985 durch Agenten des französischen Auslands-Nachrichtendienstes (DGSE) versenkt. Dabei ertrank der niederländisch-portugiesische Greenpeace-Fotograf Fernando Pereira.  Das Wrack der Rainbow Warrior wurde am 21. August 1985 gehoben und zur forensischen Untersuchung in einen Hafen geschleppt. Obwohl der Rumpf wiederhergestellt werden konnte, war der Schaden so groß, dass eine Reparatur unwirtschaftlich gewesen wäre. Daher wurde das Schiff am 2. Dezember 1987 bei den Cavalli-Inseln vor der Matauri Bay versenkt. Heute ist das Wrack ein Tauchziel in 30 Metern Tiefe. An der Bucht wurde ein Denkmal für das Schiff errichtet. 1989 taufte Greenpeace ein anderes Schiff auf den Namen Rainbow Warrior, das wiederum 2011 von einem weiteren Schiff gleichen Namens abgelöst wurde.

## Rezeption

### Musik
Musikalisch wurde die Rainbow Warrior mehrfach zum Thema:
- Regenbogenland..(für Greenpeace) der Folkrock Gruppe Ape, Beck und Brinkmann (1982 – Video mit zeitgenössischen Filmaufnahmen[2])
- Die deutsche Band Alphaville erwähnte sie in ihrem Song Fantastic Dream auf dem 1986 erschienenen Album Afternoons in Utopia.
- Die US-amerikanische Rockband White Lion veröffentlichte 1989 auf dem Album Big Game den Song Little Fighter über das Schiff.
- Die argentinische Metal-Band Rata Blanca widmete dem Schiff im Jahr 1991 das Lied und das Album Guerrero del Arco Iris.
- Die Band Fiddler’s Green besang 1995 das Schicksal der Rainbow Warrior mit einem Lied gleichen Namens.
- Die neuseeländische Liedermacherin Anika Moa ist in Deutschland hauptsächlich durch den Titel Anchor Me auf der gleichnamigen Greenpeace-Single bekannt, die anlässlich des 20. Jahrestages der Versenkung erschien.

### Filme
- 1989: Rainbow Warrior – Die Verschwörung der Atommächte (The Rainbow Warrior Conspiracy) – Australien; Regie: Chris Thomson; Genre: Drama, Thriller; 93 Min.
- 1993 Anschlag auf die 'Rainbow Warrior' (The Rainbow Warrior) – USA, Neuseeland; Regie: Michael Tuchner; Genre: Drama, Thriller; 100 Min.
- 2009: The Rainbow Warriors of Waiheke Island – Niederlande; Regie: Suzanne Raes; Genre: Dokumentarfilm; 89 Min.[3]

### Oper
Beim Sydney Festival 1997 wurde die Oper The Sinking of the Rainbow Warrior von Amanda Stewart mit dem Komponisten Colin Bright uraufgeführt.